# 一般放送
一般放送（いっぱんほうそう）は、放送の種別の一つである。

## 定義
放送法第2条第3号に「基幹放送以外の放送」と定義している。
この基幹放送とは同条第2号に「電波法の規定により放送をする無線局に専ら又は優先的に割り当てられるものとされた周波数の電波を使用する放送」と定義している。
2011年（平成23年）6月30日に施行された全面改正された放送法に定義されたものである。
この「放送」とは、従前は無線によるもののみであったが改正放送法令では有線電気通信によるものをも包含するものとなった。 
なお、「一般放送」という用語は、かつて総務省令放送法施行規則に規定されていたことがあった。

## 概要
一般放送の細別は、放送法施行規則に定義される。
一般放送を行う事業者は、総務大臣の登録または総務大臣もしくは都道府県知事への届出を要する。
「地上一般放送」と「小規模施設特定有線一般放送」以外は、改正放送法の施行と同時に改正された放送法施行規則に定義されたものである。

## 衛星一般放送
放送法施行規則第2条第3号に「人工衛星局（電波法施行規則第4条第1項第20号の10に規定する人工衛星局をいい、衛星基幹放送局、衛星基幹放送試験局及び衛星基幹放送を行う実用化試験局を除く。）を用いて行われる一般放送」と定義している。
東経110度通信衛星(CS)以外の通信衛星を使用する衛星放送で、従前の施行規則に規定していた一般衛星放送および電気通信役務利用放送法施行規則に規定していた衛星役務利用放送に相当する。
改正放送法令施行時に衛星一般放送とみなされたのは東経124・128・144・154度CSデジタル放送である。

## 有線一般放送
放送法施行規則第2条第4号に「有線電気通信を用いて行われる一般放送」と定義している。
従前は有線テレビジョン放送法、有線ラジオ放送業務の運用の規正に関する法律、電気通信役務利用放送法の放送法以外の法律に規定していた有線テレビジョン放送、有線ラジオ放送、有線役務利用放送が相当し、改正放送法令施行時に有線一般放送とみなされた。
いわゆるケーブルテレビと有線ラジオ放送のことである。

### 有線テレビジョン放送
放送法施行規則第2条第5号に「テレビジョンによる有線一般放送」と定義している。
従前は有線テレビジョン放送法に「有線放送（公衆によつて直接受信されることを目的とする有線電気通信の送信をいう。）であつて、有線ラジオ放送業務の運用の規正に関する法律第2条に規定する有線ラジオ放送以外のもの」と定義していた。
ケーブルテレビのことであるが、放送法令上は従前の有線テレビジョン放送とテレビジョンによる有線役務利用放送を統合したものである。

### 同時再放送
放送法施行規則第2条第7号に「放送事業者のテレビジョン放送を受信し、その全ての放送番組に変更を加えないで同時に再放送をする有線テレビジョン放送」と定義している。
従前は、有線テレビジョン放送法施行規則に「同時再送信」として「放送事業者又は電気通信役務利用放送事業者のテレビジョン放送若しくはテレビジョン多重放送又は電気通信役務利用放送を受信し、そのすべての放送番組に変更を加えないで同時にこれらを再送信する有線テレビジョン放送」と定義していた。
「変更を加えないで」とあるので番組を編集をしてはならない。
有線テレビジョン放送は、地上波テレビジョン放送の難視聴対策としての再送信（放送法令の全面改正後は、地上基幹放送であるテレビジョン放送の難視聴対策としての再放送）として始まったものであり、ケーブルテレビ事業者の本来業務と呼ぶべきものである。

### 義務再放送
放送法施行規則第160条第1項第1号に「法第140条第1項の規定による再放送」と規定している。
法とは放送法のことで第140条第1項では、登録一般放送事業者である有線テレビジョン放送事業者の業務区域内で地上基幹放送であるテレビジョン放送に受信障害があれば、受信障害区域を放送対象地域に含む全てのテレビジョン放送を番組に変更を加えないで同時に再放送しなければならないとしている。
従前は、有線テレビジョン放送法施行規則に「義務再送信」と定義していた。
法第140条ではまた、第2項で義務再放送を行う事業者は総務大臣が指定するもので、この事業者を指定再放送事業者と称し、第4項で第11条に規定する再放送の同意が不要であるとしている。有線テレビジョン放送法には再送信事業者を指定する規定はなかった。

### 自主放送
放送法施行規則第143条第2号に「同時再放送以外の有線テレビジョン放送」と規定している。
従前は、有線テレビジョン放送法施行規則に「同時再送信以外の有線テレビジョン放送」と、電気通信役務利用放送法施行規則に「同時再送信以外の有線役務利用放送」と定義していた。
この定義により有線テレビジョン放送は、同時再放送と自主放送に大別されることになる。
同時再放送がケーブルテレビ事業者の本来業務なら、放送法令上に実施する義務の無い自主放送は随意業務といえる。
詳細は自主放送を参照

### 小規模施設特定有線一般放送
放送法第133条第1項に「基幹放送事業者の基幹放送を受信し、その内容に変更を加えないで同時に当該基幹放送に係る放送対象地域においてそれらの再放送のみをする一般放送（第147条第1項に規定する有料放送を含まないものに限る。）であつて、総務省令で定める規模以下の有線電気通信設備を用いて行われるもの（当該一般放送の業務に用いられる電気通信設備を設置しようとする場所及び当該一般放送の業務を行おうとする区域が一の都道府県の区域に限られるものに限る。）」と規定している。
2016年（平成28年）4月1日に規定されたもので、
基幹放送の再放送のみ（区域外再放送や有料放送は除外）
施設の設置場所と業務区域が同一都道府県内
の有線一般放送に適用される。
届出をはじめ資料要求、報告徴収および立入検査等の権限が、総務大臣から都道府県知事へ移譲されたことによる。

## 地上一般放送
放送法施行規則第2条第4号の2に「一般放送であつて、衛星一般放送及び有線一般放送以外のもの」と定義している。
全面改正された放送法令の施行直後の2011年（平成23年）7月28日に定義されたもので、従前にはなかった形の放送である。
地上波放送であるが、定義から敷衍されるとおり、基幹放送及びその他の無線通信に劣後するので狭小な地域でしか実施できない。
定義時に規定されたものはエリア放送である。

## 従前の定義
1988年（昭和63年）10月1日、放送法施行規則に放送の区分を規定する表が追加され、この表の注に「外国の全区域における需要にこたえるための放送」と規定された。
これは、日本放送協会が実施する国際放送の細別の一つで、他に「地域放送」もあった。
2008年（平成20年）3月27日、短波放送の需要低下に伴い地域放送と一本化する形で同表から削除された。
なお、この表は上述の放送法令の全面改正の際に基幹放送の区分を規定するものとなった。